# Gustav Hasford
Gustav Hasford (Russellville, 28 novembre 1947 – Egina, 29 gennaio 1993) è stato un militare e scrittore statunitense.

## Biografia
Entrato nei marines nel 1967, vi aveva prestato servizio come corrispondente di guerra in Vietnam. Il suo romanzo semi-autobiografico Nato per uccidere (The Short-Timers) è stato trasposto nel film Full Metal Jacket di Stanley Kubrick. La sceneggiatura (di cui lo stesso Hasford fu autore, assieme al regista e a Michael Herr) fu proposta per l'Oscar, ma fu anche oggetto di un contenzioso fra i tre per i rispettivi meriti, cosa che indusse Hasford a disertare la cerimonia degli Oscar.
Hasford, in collaborazione con altri specialisti del genere, pubblicò negli anni 1970 vari scritti di fantascienza, e condivise per un breve periodo un appartamento con Harlan Ellison. Bibliofilo all'eccesso, Hasford fu arrestato nel 1988 a San Luis Obispo per aver rubato qualcosa come 10 000 volumi tra America ed Inghilterra. Si difese pretendendo di aver "preso in prestito" alcune opere per documentarsi in vista di un suo (mai edito) libro sulla Guerra civile americana. Condannato a sei mesi di reclusione, uscì dopo averne scontati tre, avendo promesso di risarcire i danni con i proventi del suo libro successivo (The Phantom Blooper), ossia il seguito di Nato per uccidere.
Il romanzo finale di Hasford, un poliziesco ambientato a Los Angeles dal titolo A Gipsy Good Time, fu pubblicato nel 1992, ma non ebbe gran successo. Hasford, già malato di diabete, si trasferì ad Egina, presso le coste della Grecia, dove morì per insufficienza cardiaca a causa della malattia il 29 gennaio 1993.

## Opere (parziale)
- The Short-Timers (1979) ISBN 0-553-23945-7(1987, Bompiani, Nato per uccidere, traduzione di Pier Francesco Paolini)
- The Phantom Blooper (1990) ISBN 0-553-05718-9
- A Gypsy Good Time (1992) ISBN 0-671-72917-9